# Hungarian Astros
A Hungarian Astros Baseball és Softball Club a magyar baseball egyik legrégebbi csapata, első bajnoki szereplésük 1993-ban volt, ebben az évben a csapat a bajnokság 2. helyén végzett. Jelenleg az NBII-es bajnokságban szerepelnek, ahol 2007-ben, a csapat 15. bajnoki szezonjában megnyerték a bajnokságot. Az időközben létrejött softball csapatuk második helyen végzett, míg utánpótlás csapatuk a serdülőbajnokság 5. helyezettje lett.

## A baseball csapat története

### A kezdetek
1991. A csapat őse az akkor még létező Magyar Baseball Club 13-15 éves fiúkból álló utánpótlás csapata volt, edzője Sean Mc'Caffery későbbi Szövetségi Kapitány. Ö készítette fel a Magyar Válogatottat az 1994-es ljubljanai EB-re. Az Ő keze alatt fejlődött, és vele utazhatott 1991 júliusában Ramsteinbe, az első nemzetközi megmérettetésére. Innen visszatérve szinte teljes létszámmal vált ki az anyaegyesületből és önállósodott. Ez a függetlenség nem tartott sokáig, sorsuk szorosan összefonódni látszott az – időközben megszűnt – idősebb korosztályt képviselő Budapest Islanders nevű csapattal. Közös edzéseiket a Margitszigeten tartották.
1992. Az Astros a „Szigetlakók” második csapata lett és átköltöztek az Orczy-kertbe, ahol rengeteget tanulhattak a tapasztaltabb és idősebb játékosoktól, aminek az eredményét az 1992-es Orczy Kupa 3. helye és a serdülő bajnokságban elért 1. hely tükrözi. Ősszel már önállóan és sok új – az Óbuda Brick Factory csapatától átigazolt – játékossal kiegészülve folytatták a munkát a Hajógyári-szigeten. Bár önállóak voltak, nevük még nem volt. Egyik lehetséges variációként a "Budapest Blazers" név merült fel, de ezt elvetették, hiszen edzőjük meghívására hazánkba érkezett Steve Finley amerikai profi játékos, aki nemcsak tudással, hanem felszereléssel is gazdagította a Magyar Baseball-t. Az ő tiszteletére vették fel akkori csapata neve alapján (Houston Astros) a Hungarian Astros nevet.

### Az első 10 év
1993. Januárban felvételt nyert a Magyar Országos Baseball és Softball Szövetség (akkor MOBSz) tagjai közé és minden akadály elgördült a bajnokságban való indulás elől. Óriási lelkesedéssel játszották végig az évadot és a megtisztelő 2. helyen végeztek a Budapest Islanders csapata mögött. Még ezen a nyáron a csapat újra kijutott egy németországi nemzetközi ifjúsági tornára (Heidelberg), ahol hazánkat képviselhette.
1994. Edzőjük és csapatuk alapítója nélkül kellett megkezdenünk az évadot, saját erőből folytatták tovább, a csapatot a baseball iránti lelkesedés tartotta és tartja mindmáig össze. Ennek ellenére sikerült bent maradni és az 5. helyezést elérni az NB1-ben. Az 1994-es “B” csoportos szlovéniai EB-n két játékossal (Bajkó Ádám, Kovács Sándor) is erősítették a Magyar Válogatott keretét.
1995. Új edzővel és csapattárssal, a kanadai Todd Johnstone segítségével megőrizték pozíciójukat az NB1-ben (5. helyezés) és Johnstone közbenjárása révén téli edzéseiket a Tungsram újpesti kosárlabdacsarnokában tarthatták.
1996. Nagy reményekkel indultak ebben az évben, hiszen Johnstone-on kívül más idegenlégiósokkal is erősödtek, de örömük nem tartott sokáig, mert légiósaikat munkájuk más országba szólította. Köztük volt a mindössze egy mérkőzésen szereplő Brian McKinley is, aki hazánkba érkezése előtt Pittsburgh-ben volt próbajátékon. A szezonban ismét az 5. helyen végzett a csapat.
1997. A történelem megismételte önmagát és megint edző nélkül maradtak. Csupán az jelenthetett vigaszt, hogy támogatóra találtak. Az egyik nagy biztosítónál úgy látták, hogy érdemes áldozni a sportágra és a szövetségen kívül több klubot is megsegítettek. A csapat Pajdics Béla úr, a Hungária Biztosító Kelet Budapesti fiókjának vezetője révén jutott támogatáshoz. A bajnokságban megint 5.-ek lettek, bár az NBI létszáma időközben 8-ra emelkedett.
1998. Edző nélkül, de megint új légióssal kiegészülve kezdték meg a szezont. Takahashi Katsumi újszerű megvilágításba helyezte a dolgokat, sajátos japán "ízt" hozva a játékba. Ez sem változtatott a már megszokott 5. helyezésen. Már kezdett megszokottá válni, hogy csapatok jönnek-mennek, de az Astros az örök ötödik…
1999. Történt egy megkeresés a Budapest Players és az Óbuda Brick Factory részéről, amely egy három egyesületből összekovácsolt, az Interligában is induló ütőképes csapat képét vetítette előre. Mivel ez a kérdés a másik két félnek volt igazán fontos, úgy döntöttek, hogy az Astros nem szűnhet meg. Az év végén Katsumi bejelentette visszavonulását a játéktól és úgy döntött, hogy edzőként fog segíteni a csapatnak. A bajnokságban a 6. helyet sikerült megszerezni.
2000. Kihasználva a japán kapcsolatokat megint két új játékossal erősítettek. A JOCV (japán önkéntes szolgálat) által hazánkba delegált oktatók, Kato Hironori (japántanár) és Taku Yamaguchi (tornatanár) nagyban segítették a munkát. Hironori 14 évet baseballozott japánban, ami magyar viszonylatban nagyon soknak mondható. Szintén Takahashi Katsumi kapcsolatainak köszönhetően két játékosuk (Bajkó Ádám és Lupták Péter) elutazhatott Tokyoba és két héten keresztül részt vehettek japán egyik leghíresebb magániskolájának, a Waseda Egyetem baseball-csapatának edzésein.
Az év második fele már nem volt olyan kedvező számukra. Mivel gyermekcsapatuk a nyári szünetben "felmorzsolódott" és nem sikerült teljesíteni a versenykiírás idevonatkozó pontját, az Astrost a MOBSSz 100.000 forint bírsággal sújtotta. Anyagi helyzetük nem tette lehetővé a büntetés kifizetését. Fizetési haladékot kértek, melyet a VJB (Verseny és Játékvezetői Bizottság) elutasított, így a versenykiírás értelmében a csapatot kizárták a további küzdelmekből…
2001. Sikeresnek mondható számukra az új évezred kezdete, mivel az új versenykiírás lehetővé tette, hogy a kizárás ellenére ott folytassák, ahol abbahagyták és újra az NB1-ben szerepelhettek. A Klub elnökét, Gál Sándort nagy megtiszteltetés érte, hiszen a MOBSSz közgyűlése elnökségi tagnak választotta. Az alapszakasz nem úgy sikerült ahogyan eltervezték, ezért úgy döntöttek, hogy elkezdik a felkészülést a következő szezonra és teljes erővel 2002-es jubileumi szezonra koncentrálnak. Sikerült kitűnő játékosokat leigazolniuk, Kojnok István és Földessy Máté (1992 – Év Játékosa) személyében. A bajnokságban a csapat a 6. helyen végzett.
2002. Nagy várakozássokkal indultak neki a csapat 10. Bajnoki Szezonjának, ami 10 csapattal került lebonyolításra (NB1). A siófoki csapat folyamatos létszámgondjai miatt idő előtt kiszállt a küzdelmekből, gazdagítva az Astros már amúgy is színes játékos-palettáját. Az átigazolások ellenére eddigi fennállásuk legrosszabb eredményét produkálták, 7.-ek lettek…

### A közelmúlt és napjaink
2003. Továbbra sincs megfelelő pályája a csapatnak, a Hajógyári-sziget alkalmatlanná vált, így a szentendrei baseball pályára kerültek a hazai mérkőzések. Erre az évre is jellemző, hogy nagy játékos mozgás tapasztalható. Érkeztek a megszűnő siófoki csapattól, a szentendrei bajnoktól, ám a fontos meccsek nem úgy sikerülnek, ahogy kellene, így a rájátszásban csak az 5-8. helyért szállhatnak versenybe, a vége 7. helyezés.
2004. Egyre inkább kiütközött, hogy frissítésre lenne szükség a játékosállományban. Megtörtént az, amit korábban soha nem csinált a csapat, nem sikerült kiállni bajnoki mérkőzésre. Ennek oka leginkább a játékosok kor, hiszen mindenki elért a munka, saját család korba, így nagyon nehéz volt összeszervezni a csapatot. Ennek eredménye a bajnoki 8. helyezés, majd az osztályozón 2 pontos vereség a Nagykanizsa Ants második számú csapata ellen.
2005. Az Astros fennállásának első NBII-es szezonja kezdődhetett meg. Mivel időközben megszűnt a Veszprém Fireballs csapata innen érkezett a várva várt frissítés. Sajnos az eddigi játékos-edző, Lupták Péter nem követte a csapatot az alsóbb osztályba és az Óbuda Brick Factory csapatához igazolt. Az új edző Brecska Péter lett. A bajnoki küzdelmekben kiütközött, hogy eddig egy magasabb osztályban szerepelt a csapat, könnyedén nyerte meg a bajnokságot.
2006. Ismét a legmagasabb osztályba vehették fel a versenyt, immár az óbudai baseball pályán, ám a mezőny már annyira erős volt, hogy győzelem nélkül az 5. helyen végzett a csapat. Időközben az első osztály létszáma lecsökkent, a 3 élcsapat mellett a feltörekvő Jánossomorja Rascals szerepelt ellenfélként. Az osztályozón nagyon szoros küzdelemben, de végül is alulmaradt a csapat, legyőzőjük a Jászberény Stinky Sox csapata volt, akik a következő évben hasonlóan sikertelen szereplés után az NBI utolsó helyén végeztek. A szezon végén viszont szerencse érte a csapatot, hiszen kiderült, hogy a következő évre már utánpótlás csapattal is tud indulni a bajnokságban, valamint, hogy hosszú idő után újra lesz szponzora a csapatnak Kramer Ádám munkájának köszönhetően.
2007. A csapatnak ez a szezon volt a 15. évadja. Az NB II-es bajnokságot ismét sikerült megnyerni, bár a küzdelem az utolsó mérkőzésig nyílt volt. A jubileum alkalmából új garnitúra mez készült, bordó színben arany felirattal. Ennek elkészültében nagy szerepe volt a támogatóktól kapott pénznek. Időközben visszatértek a csapathoz korábbi játékosok, akik megpróbáltak ismét életet lehelni a Budapest Players nevű csapatba, ám ez nem sikerült nekik. A létszámproblémák megszűntek, sőt a következő évadban már az utánpótlás csapat gyümölcsét is el lehet kezdeni learatni.

## Az U15-ös csapat

### A jelenlegi csapat
2005 decembere környékén megkereste a csapatot Vida Péter, a MOBSSz főtitkára hogy lenne egy iskola ahol baseball oktatást szeretnének szervezni, tudna-e segíteni a csapat edzői munkával. Ennek a felkérésnek a vége lett az hogy Brecska Péter és Birinyi Miklós edzők vezetésével elindult egy merőben új fejezet a csapat életében. Sokat köszönhetett az új projekt Barkaszi Zsuzsanna tanárnőnek is aki a srácoknak kiharcolta az iskolában a tornaterem használatát. Így 2006 januárjában, egy hűvös téli délutánon megkezdődött a Hungarian Astros Jr. első szervezett edzése. Viszonylag hamar kiderült kik azok akiket nagyon érdekel az új sport és rendszeresen jártak edzésre. Május környékén, fél évi ismerettel a háta mögött nekivágott a gyerek csapat a Junior bajnokságnak. Ugyan győztes meccsel nem büszkélkedhettek, de megszorongatták az akkor már több éve működő gyerekcsapatokat. Az idei év hozta el az első nagy változást, amikor is a Jászberény Brothers csapatát sikerült legyőzni egy nagyon izgalmas meccsen. Ez volt a vízválasztó, mert innentől kezdve egyre többször jöttek a pozitív mérlegek. Begyűjtötték többek között a Debreceni Tigriskölykök és újra a Jászberény Brothers skalpját, nagyon kis nüanszon múlott hogy az Érd Pirates csapatát is legyőzzék, illetve a rájátszásban a későbbi bajnok Lesenceistvánd Mad Bulls csapatától kaptak ki két ponttal. Jelenleg a téli felkészülés megkezdése illetve a jövő évi bajnokságon dobogós helyezés elérése a cél.

## Külső hivatkozások
A Hungarian Astros hivatalos honlapja
A Hungarian Astros junior csapatának hivatalos honlapja